# Montmorency (tổng)
Tổng Montmorency là một tổng, thuộc tỉnh Val-d'Oise trong vùng Île-de-France. Tổng này có diện tích 8,31 km2, dân số năm 1999 là 27.984 người.

## Các xã
Tổng Montmorency gồm các xã sau:
- Montmorency (thủ phủ) (20 599 dân)
- Groslay (7 385 dân)